# Lil Pump (album)
Lil Pump – debiutancki album studyjny amerykańskiego rapera Lil Pumpa, wydany 6 października 2017 roku nakładem wytwórni Tha Lights Global oraz Warner Bros. Records.

## Lista utworów
Opracowano na podstawie Tidal.
| Nr  | Tytuł utworu                              | Autorzy                                                           | Producent             | Długość |
| --- | ----------------------------------------- | ----------------------------------------------------------------- | --------------------- | ------- |
| 1.  | „What U Sayin'” (ft. Smokepurpp)          | Faded Black Kid, Gazzy Garcia                                     | Faded Black Kid       | 2:20    |
| 2.  | „Gucci Gang”                              | Brenden Murray, Gazzy Garcia, Gerrell Nealy                       | Big Head, GNealz      | 2:04    |
| 3.  | „Smoke My Dope” (ft. Smokepurpp)          | Gazzy Garcia, Omar Pineiro, Ronald J. Spencer Jr.                 | Ronald J. Spencer Jr. | 2:15    |
| 4.  | „Crazy”                                   | Brenden Murray, Gazzy Garcia                                      | Big Head              | 2:05    |
| 5.  | „Back” (ft. Lil Yachty)                   | Gazzy Garcia, Miles Parks McCollum, Nosakhere Andrews             | 2-17                  | 3:17    |
| 6.  | „D Rose”                                  | Gazzy Garcia, Jaeqwan Sanders, Nosakhere Andrews                  | Terrotuga             | 2:15    |
| 7.  | „At the Door”                             | Brenden Murray, Christopher Thomas, Gazzy Garcia                  | Big Head, CBMix       | 2:03    |
| 8.  | „Youngest Flexer” (ft. Gucci Mane)        | Brenden Murray, Gazzy Garcia, Radric Delantic Davis               | Big Head              | 3:19    |
| 9.  | „Foreign”                                 | Bryan Lamar Simmons, Gazzy Garcia                                 | TM88                  | 1:52    |
| 10. | „Whitney” (ft. Chief Keef)                | Brenden Murray, Gazzy Garcia, Keith Cozart                        | Big Head              | 3:12    |
| 11. | „Molly”                                   | Brenden Murray, Gazzy Garcia, Ronald J. Spencer Jr.               | Big Head, Ronny J     | 2:02    |
| 12. | „Iced Out” (ft. 2 Chainz)                 | Gazzy Garcia, Nosakhere Andrews, Tauheed Epps                     | 2-17                  | 3:12    |
| 13. | „Boss”                                    | Gazzy Garcia, Sebastian Baldeon                                   | Diablo                | 1:46    |
| 14. | „Flex Like Ouu”                           | Brenden Murray, Gazzy Garcia, Ronald J. Spencer Jr.               | Big Head, Ronny J     | 1:48    |
| 15. | „Pinky Ring” (ft. Smokepurpp & Rick Ross) | Gazzy Garcia, Illya Fraser, Omar Pineiro, William Leonard Roberts | Illadaproducer        | 3:12    |
|     |                                           |                                                                   |                       | 36:42   |

## Listy przebojów
| Lista                                      | Najwyższa pozycja |
| ------------------------------------------ | ----------------- |
| Belgia (Ultratop Flanders)                 | 80                |
| Belgia (Ultratop Wallonia)                 | 81                |
| Dania (Hitlisten)                          | 36                |
| Finlandia (Suomen virallinen lista)        | 10                |
| Francja (SNEP)                             | 67                |
| Holandia (Album Top 100)                   | 46                |
| Kanada (Billboard)                         | 6                 |
| Norwegia (VG-lista)                        | 20                |
| Nowa Zelandia (RMNZ)                       | 33                |
| Stany Zjednoczone (Billboard 200)          | 3                 |
| Stany Zjednoczone (Top R&B/Hip-Hop Albums) | 2                 |
| Szwecja (Sverigetopplistan)                | 20                |
| Włochy (FIMI)                              | 19                |

| Lista (2018)                                         | Pozycja |
| ---------------------------------------------------- | ------- |
| Stany Zjednoczone (Billboard Top R&B/Hip-Hop Albums) | 104     |

## Certyfikaty
| Kraj                     | Certyfikat  | Sprzedaż |
| ------------------------ | ----------- | -------- |
| Stany Zjednoczone (RIAA) | Złota płyta | 500 000  |